# Yoncalla
Yoncalla är en stad i Douglas County i Oregon. Vid 2010 års folkräkning hade Yoncalla 1 047 invånare.